# Feliks Batoryn
Feliks Batoryn (biał. Фелікс Баторын) – poeta białoruski. Urodził się w 1948 roku w Mińsku. 
Działalność literacką rozpoczął w latach 60. XX wieku.
Występuje jako poeta, tłumacz z języka niemieckiego, polskiego, rosyjskiego. Jest autorem zbiorów poezji Ranek, Zielony trolejbus, Posadziłem drzewo, Spoglądam na szlak, Na ulicy Maksima Bahdanowicza. W dorobku twórczym poety – wiersze, poematy, ballady.